# Bohdalice
Bohdalice (německy Bochdalicz) jsou vesnice, část obce Bohdalice-Pavlovice v okrese Vyškov v Jihomoravském kraji. Bohdalice mají přes 800 obyvatel. Nacházejí se devět kilometrů jižně od Vyškova při silnici z Vyškova do Bučovic v kopcovitém terénu o průměrné nadmořské výšce 296 metrů. Obec má půdorysně nepravidelnou náves částečně zastavěnou s kostelem situovaným na severní straně návsi. Vsí protéká Bohdalský potok, ústící do potoka Rostěnického. Od roku 1785 je součástí Bohdalic nově založená osada Manerov.
Bohdalice byly po značnou část své historie v majetku olomouckých jezuitů (1638–1773). V obci stojí Farní kostel Nanebevzetí Panny Marie postavený v letech 1807–1814 na základě zřejmě dřevěného kostela z 15. století. Dnešní obec je od roku 2000 součástí mikroregionu Větrník.

## Historie

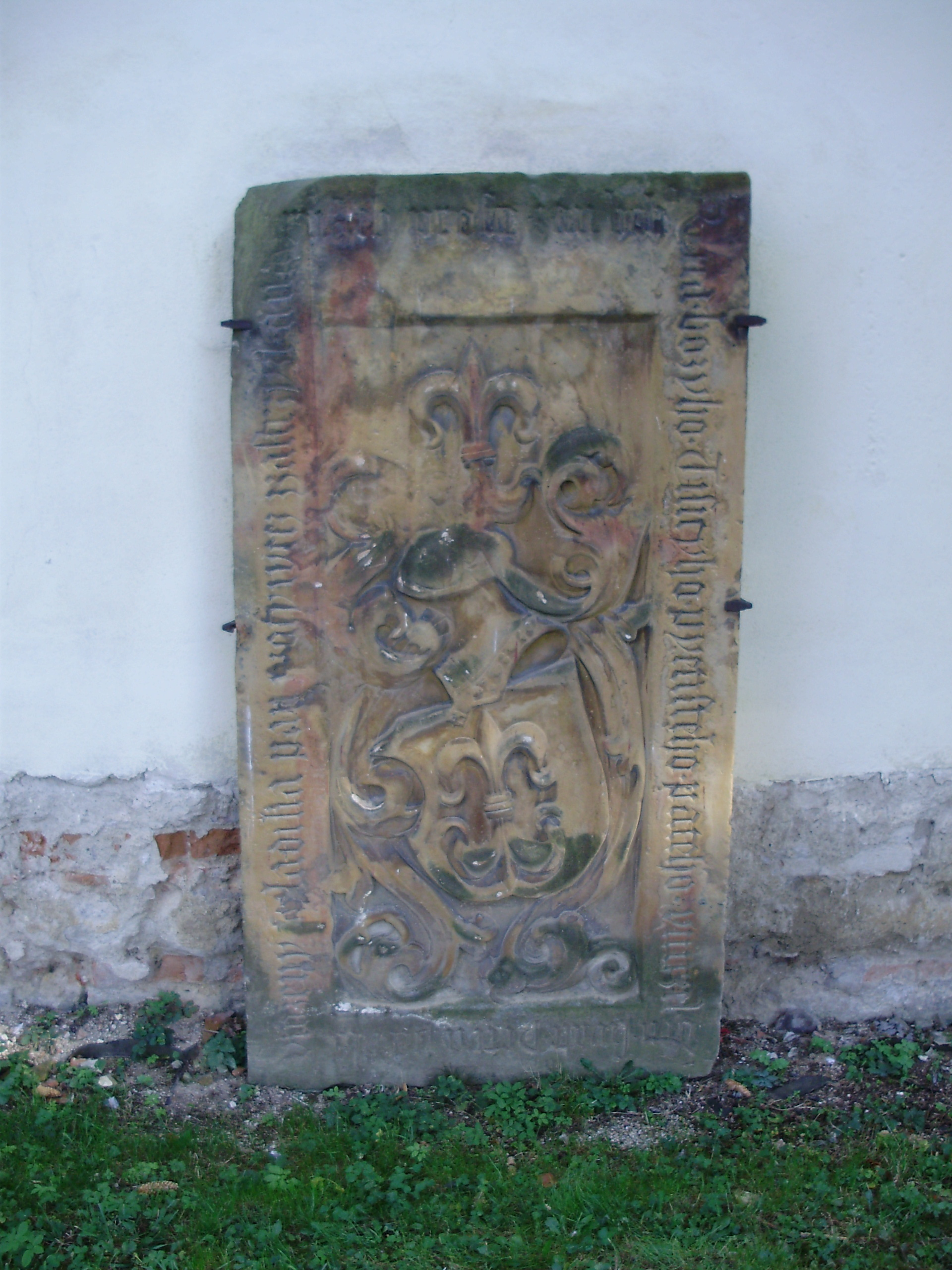
Náhrobní kámen Protivce ze Zástřizl stojící u kostelní zdi (2008)

Nejstarší známky osídlení pochází z pozdního eneolitu, z období kultury se zvoncovitými poháry. Další nálezy spadají do doby stěhování národů, které jsou pravděpodobně langobardské. Dokládá to nález dvou hrobů z tohoto období. V jednom z nich se našla tepaná ozdobná spona.

### Počátky obce
První písemná zmínka o obci pochází ze dne 24. června 1337, kdy je v dobových dokumentech uvedeno jméno Vojtěcha z Bohdalic. V průběhu staletí se často střídali majitelé panství. V roce 1368 jsou známi čtyři majitelé: Klára z Bohdalic (vdova po Čertovi z Bohdalic), jež přenechala svůj díl Petru Hechtovi z Rosic. Dalšími majiteli byli Svoch z Milotic a Přibík z Nítkovic. Po smrti posledně jmenovaného propadl majetek kroměřížskému Židu Icovi. Následujícími majiteli, jenž panství vykoupili, byli Hřivín z Roštítek (bratr Kláry z Bohdalic), vdova po Přibíkovi Kateřina a Martin Nosek z Načešic. V roce 1401 je v dochovaných listinách poprvé jmenován farní kostel. V roce 1413 zakoupil jeden z bohdalických dvorů Ondřej ze Zástřizl a z Pavlovic. Od roku 1420 jsou tak Bohdalice pevně spjaty s Pavlovicemi, kde měli Zástřizlové tvrz. Rod Zástřizlů držel Bohdalice a Pavlovice od roku 1413 až do roku 1531.

### Novověk

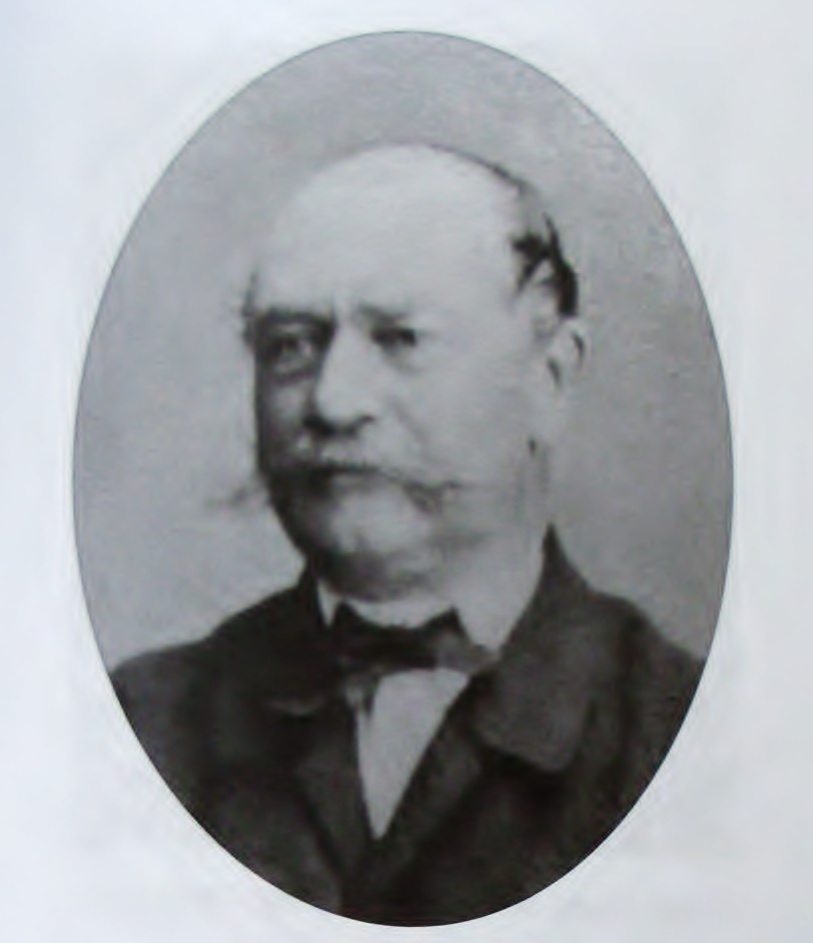
Michal Josef Manner (1810–1894)

V roce 1531 po smrti Filipa ze Zástřizl byl dvůr intabuován Mikuláši Doupovcovi z Doupova. V roce 1539 byli vlastníky bratři Jan a Petr Doupovcovi, kteří v roce 1551 dali Bohdalice a Pavlovice Jeronýmu Bařickému z Bařic. Ten umřel v roce 1564 a statek byl vložen do rukou Janu Sedlnickému z Choltic. V roce 1566 zde seděl Jan Gbelský z Gbelska a vzápětí Jan Nekeš st. z Landeka. Dalším majitelem se stal Jan Purkart Černčický z Kácova, jenž vše prodal Albrechtu Čertorejskému z Čertorej, který byl držitelem do své smrti v roce 1589. V roce 1601 se zde střídali Ladislav Berka z Dubé, Ladislav z Lobkovic, a roku 1614 se novým majitelem dvoru stal Lukáš Dembinský z Dembině. V roce 1638 vdova po Lukášovi Eliška Dembinská prodala veškerý majetek olomouckým jezuitům za 20 000 zl. mor. Jezuitům statek náležel až do násilného zrušení řádu v roce 1773.

### Období industrializace
V roce 1788 státní správa prodala Bohdalice Rajmundu z Mannerova. Dědicové prodali statek v roce 1804 Janu Michaelovi Mannerovi, jenž zemřel v Bohdalicích 7. srpna 1842. Významnou událostí pro obec byla návštěva ruského cara Alexandra I., který 29. listopadu 1805 přenocoval ve zdejším zámku, a návštěva císaře Františka II., který přenocoval v bytě správce několik dní před bitvou u Slavkova. Poté byl držitelem Bohdalic vlastenec a český agitátor Michael Josef Manner, jenž učinil z Bohdalic ohnisko národního obrození. Od roku 1882 je v Bohdalicích poštovní úřad, od roku 1855 je zde zřízen zdravotní obvod zahrnující osm okolních obcí a od roku 1894 zde fungovala četnická stanice. V období okolo roku 1848 se v Bohdalicích vytvořilo centrum národního hnutí okolo rytíře Mannera a zdejšího kaplana Škorpíka. Hlavní náplní tohoto hnutí byly agitace proti volbě do Frankfurtu.

### Současnost
Po osvobození Sovětskou armádou a nástupu komunistické strany k moci se i v Bohdalicích začalo se zestátňováním místních podniků. Prvním z nich byl v roce 1950 Langův závod, ze kterého se stala Kovoslužba a poté Strojírny. Dále následovala kolektivizace zemědělství a vznik JZD Bohdalice. Dnešní obec je součástí mikroregionu Větrník. Je zde evidováno 182 podnikatelských subjektů zaměřených převážně na obchod, stavebnictví, průmysl a zemědělství. Od roku 2006 bylo do katastru obce navráceno 51 300 m² půdy z převodu majetku armády a následnému zániku kasáren Bohdalice-Pavlovice.

## Obyvatelstvo

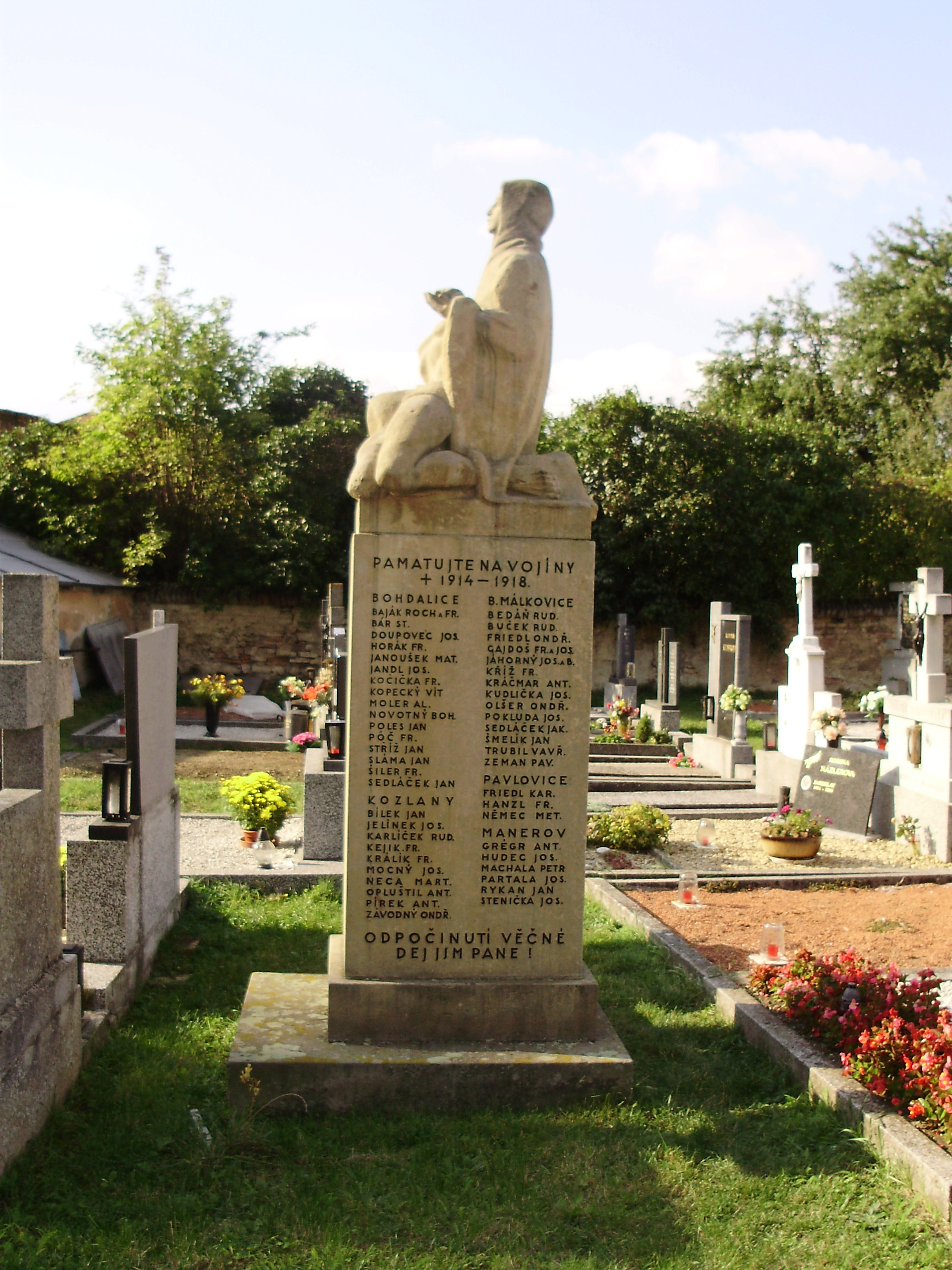
Pomník padlým v I. světové válce na místním hřbitově (2008)

### Složení obyvatel
Bohdalice jsou zemědělskou obcí, jež měla v roce 1930 i s Manerovem 600 obyvatel převážně české národnosti. O třicet let později v roce 1960 vzrostl počet obyvatel na 685 osob, 336 mužů a 349 žen. Podle sčítaní lidu, domů a bytů z roku 2001 zde žilo 810 obyvatel (součet je uveden i s Manerovem a Pavlovicemi), z toho 394 mužů a 416 žen. Národnostní složení obyvatel města je poměrně homogenní, 477 obyvatel se hlásí k národnosti české, 300 k národnosti moravské, 17 k národnosti slovenské a šest k národnosti vietnamské.
Vývoj počtu obyvatel za celou obec i za jeho jednotlivé části uvádí tabulka níže.
| Místní části   | Místní části   | 1869 | 1880 | 1890 | 1900 | 1910 | 1921 | 1930 | 1950 | 1961 | 1970 | 1980 | 1991 | 2001 | 2011 | 2021 |
| -------------- | -------------- | ---- | ---- | ---- | ---- | ---- | ---- | ---- | ---- | ---- | ---- | ---- | ---- | ---- | ---- | ---- |
| Počet obyvatel | část Bohdalice | 337  | 361  | 454  | 461  | 444  | 432  | 415  | 372  | 433  | 382  | 424  | 464  | 468  | 473  | 506  |
| Počet domů     | část Bohdalice | 48   | 50   | 55   | 57   | 59   | 62   | 68   | 88   | 150  | 97   | 102  | 92   | 112  | 119  | 131  |

### Náboženský život
Obec Bohdalice je sídlem římskokatolické farnosti Bohdalice náležící do slavkovského děkanství. Farním kostelem je místní kostel Nanebevzetí Panny Marie. V těsné blízkosti kostela stojí farní budova z roku 1848, jejíž výstavbu financoval Michal Josef Manner. Podle cenzu z roku 2001 se k víře hlásí 360 obyvatel, z toho 350 k římskokatolické církvi, 1 k Českobratrské církvi evangelické a dva k Církvi československé husitské.

## Obecní správa
Při sčítání lidu v letech 1850–1963 Bohdalice byly samostatnou obcí, se kterým patřily nejprve do okresu Vyškov, ale v roce 1950 v okrese Bučovice. V letech 1964–1976 byly částí obce Bohdalice-Pavlovice v okrese Vyškov. Od 1. srpna 1976 do 30. června 1990 byly částí obce Bohdalice-Kozlany v okrese Vyškov. Od 1. července 1990 jsou opět částí obce Bohdalice-Pavlovice v okrese Vyškov.

### Starostové

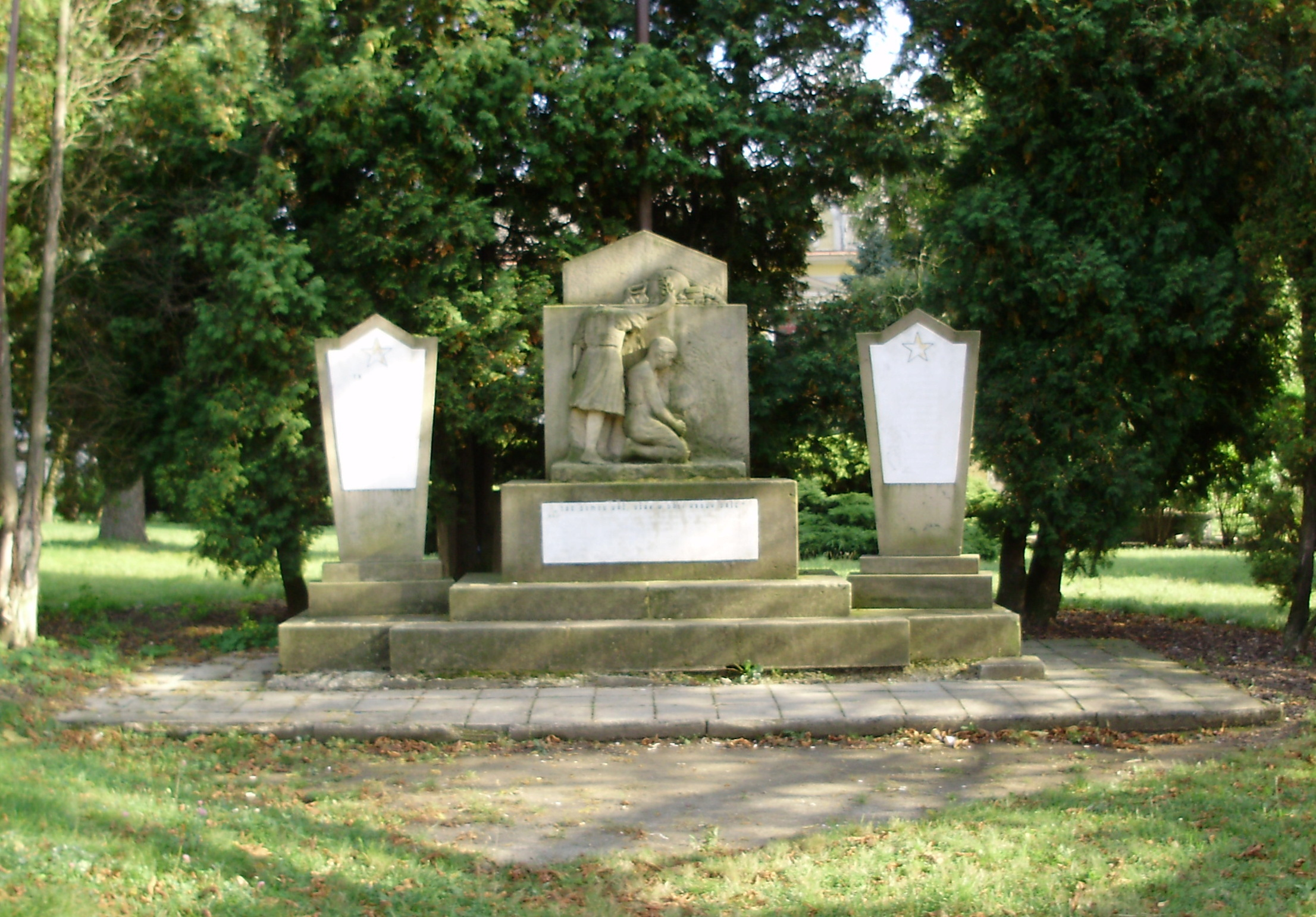
Pomník padlým přemístěný z návsi před zámek (2008)

Starostové v obci Bohdalice byli voleni od roku 1855. Starosty obce Bohdalice byli: Pavel Janoušek (v letech 1855–1857), Josef Jandl (1858–1860), Josef Judas (1861–1863), Josef Kypr (1864–1869), František Novotný (1870–1875), Josef Kypr (1876–1878), Jan Dračka (1879–1884), Josef Jandl (1885–1887), Matouš Janoušek (1888–1890), František Stříž (1891–1896), František Novotný (1897–1905), Albín Doupovec (1906–1918), Jan Michalík (1919–1927), Pavel Bár (1927–1935), Josef Kypr (1938–1945), Karel Lang (1945), Cyril Hynšt (1945, 1947), František Tobolka (1946), František Hudec (1948–1951), František Kubáček (1951–1957), Karel Halíř (1957–1960), Václav Krajtl (od 1960, po sloučení s Pavlovicemi do 1975)

## Doprava, průmysl a zemědělství
Na konci 18. století byly při bohdalickém panství lihovar, pivovar a dva větrné mlýny. Chovaly se zde převážně ušlechtilé ovce a pěstovaly ušlechtilé druhy jetele a ovoce. V roce 1907 byl v obci založen Langův klempířský závod, jenž byl v roce 1950 přeměněn na Kovoslužbu a později na závod Strojíren drůbežářského průmyslu. Při tomto závodě stávala parní mlékárna na výrobu másla a sýrů. Tato mlékárna byla v roce 1936 odstavena a přemístěna mimo obec pro nedostatek vody.
Dnes je v obci dominantním podnikem nástupce Langových závodů akciová společnost Strojírny Bohdalice. Společnost se zaměřuje na výrobu závěsných balkonů pro revitalizaci panelových domů, výrobu solárních kolektorů, zařízení pro potravinářský průmysl a solárních panelů. Dále se zde nacházejí provozovny drobné výroby jako je firma zabývající se interiéry či firma na výrobu plastových tvarovek.
V roce 1950 bylo v obci založeno jednotné zemědělské družstvo (JZD) s areálem na severním okraji obce. Při svém založení mělo JZD 88 členů. V roce 1958 se k Bohdalicím připojilo JZD Manerov a to již obhospodařovalo 296 hektarů polí. Následně se k JZD v roce 1962 připojilo i JZD Pavlovice s výměrou obhospodařovaných polí vyšší než 300 ha. Další sloučení proběhlo v roce 1977, kdy se k JZD Nový směr Bohdalice připojilo JZD Kojátky a vzniklo tak JZD Sokolovo se sídlem v Bohdalicích.
Dopravní obslužnost je zajištěna silnicí 2. třídy II/431 (Vyškov – Bohdalice – Bučovice – Ždánice). Po východní hranici katastrálního území prochází silnice 2. třídy II/429 (Bohdalice – Nesovice – Koryčany – Osvětimany), západní částí území prochází silnice 3. třídy III/4314 (Bohdalice – Rostěnice – Luleč). V obci je vybudována jedna autobusová zastávka v centru návsi. Autobusovou dopravu zajišťuje linkový spoj Vyškov – Bohdalice-Pavlovice – Hvězdlice – Nemochovice – Brankovice.

## Školství a kultura

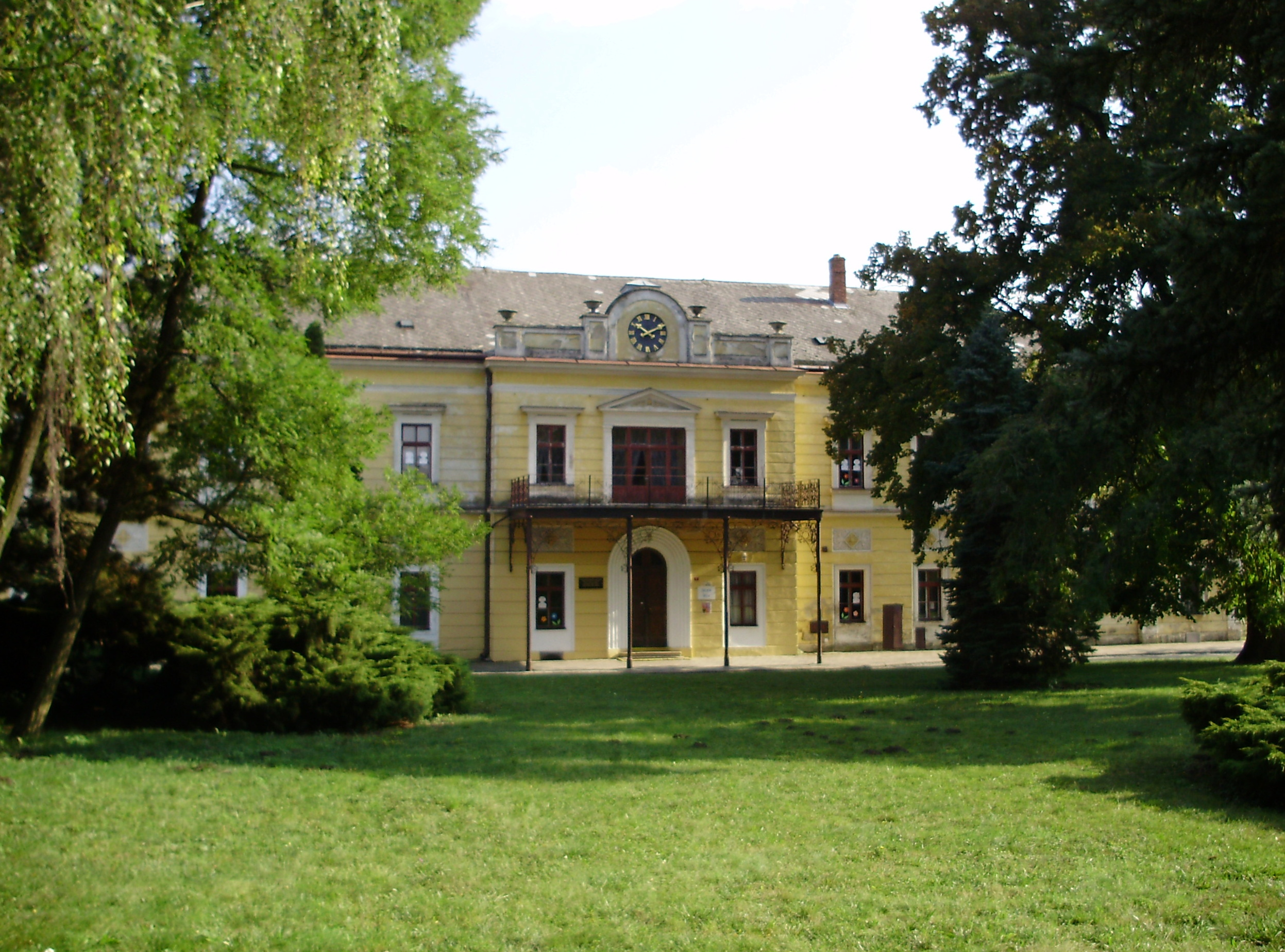
Budova Bohdalického zámku a dnešní Základní školy (2008)

Škola v obci stávala pravděpodobně již v druhé polovině 18. století, ale výslovně je jmenována až v roce 1785, kdy zemřel první známý učitel. Tato první škola byla jednotřídní, od roku 1874 je rozšířena na dvojtřídní a v roce 1887 na trojtřídní. Měšťanská škola je v Bohdalicích otevřena v budově bývalého zámku v roce 1945. V tomto roce zámek ještě patřil Mannerům a Skutezkým. Měšťanská škola byla v roce 1958 změněna na osmiletou střední školu pro šest okolních vesnic.
Dnes je v Bohdalicích Základní škola – příspěvková organizace, jež byla zřízena jako samostatný právní subjekt obecním úřadem v Bohdalicích. Tato škola sdružuje základní školu, mateřskou školu, školní družinu a školní jídelnu. Základní škola je považována za školu rodinného typu sídlící v budově rekonstruovaného zámku. Školu navštěvují i žáci z Kozlan, Bohatých Málkovic, Kučerova, Hlubočan a Hvězdlic.

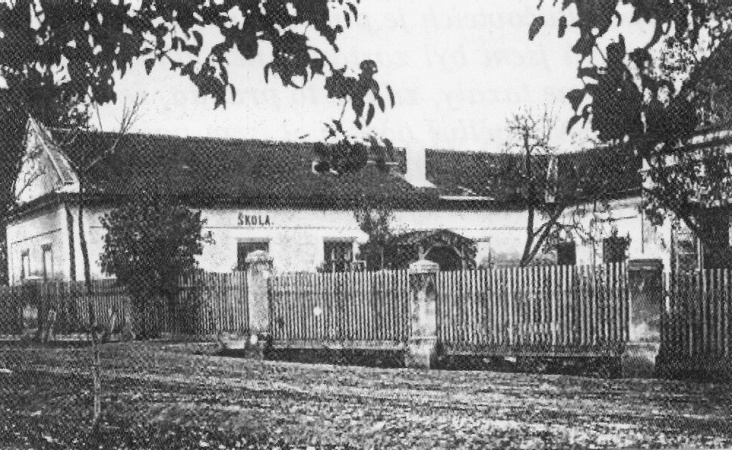
Bývalá obecná škola

Obec Bohdalice je též spojena s narozením řady slavných osobností. K nejznámějším patří moravský vlastenec a kněz František Xaver Škorpík, podnikatel a zakladatel zdejší mlékárny Karel Lang či Msgr. Dr. P. Antonín Ludvík Stříž, čestný papežský komoří a sídelní kanovník na Vyšehradě. Dále pak historii obce značnou měrou ovlivnil rytířský rod Mannerů.
Před druhou světovou válku bylo v Bohdalicích několik spolků; od roku 1906 zde existoval odbor Národní jednoty čítající 110 členů, od roku 1924 Lidová jednota, ke které se hlásilo 65 občanů a v roce 1927 zde byla založena pobočka strany živnostensko-obchodnické středostavovské. Z politických spolků zde působily dva: Agrární a Dělnická organizace. Hasičský sbor byl založen ustavující valnou hromadou dne 5. prosince 1929. Dnes je v obci patrná činnost Sokola a s ním spjatý fotbalový klub Sokol Kozlany – Bohdalice, od roku 1945 Myslivecký spolek a dále Český svaz chovatelů.

## Pamětihodnosti a turistické zajímavosti

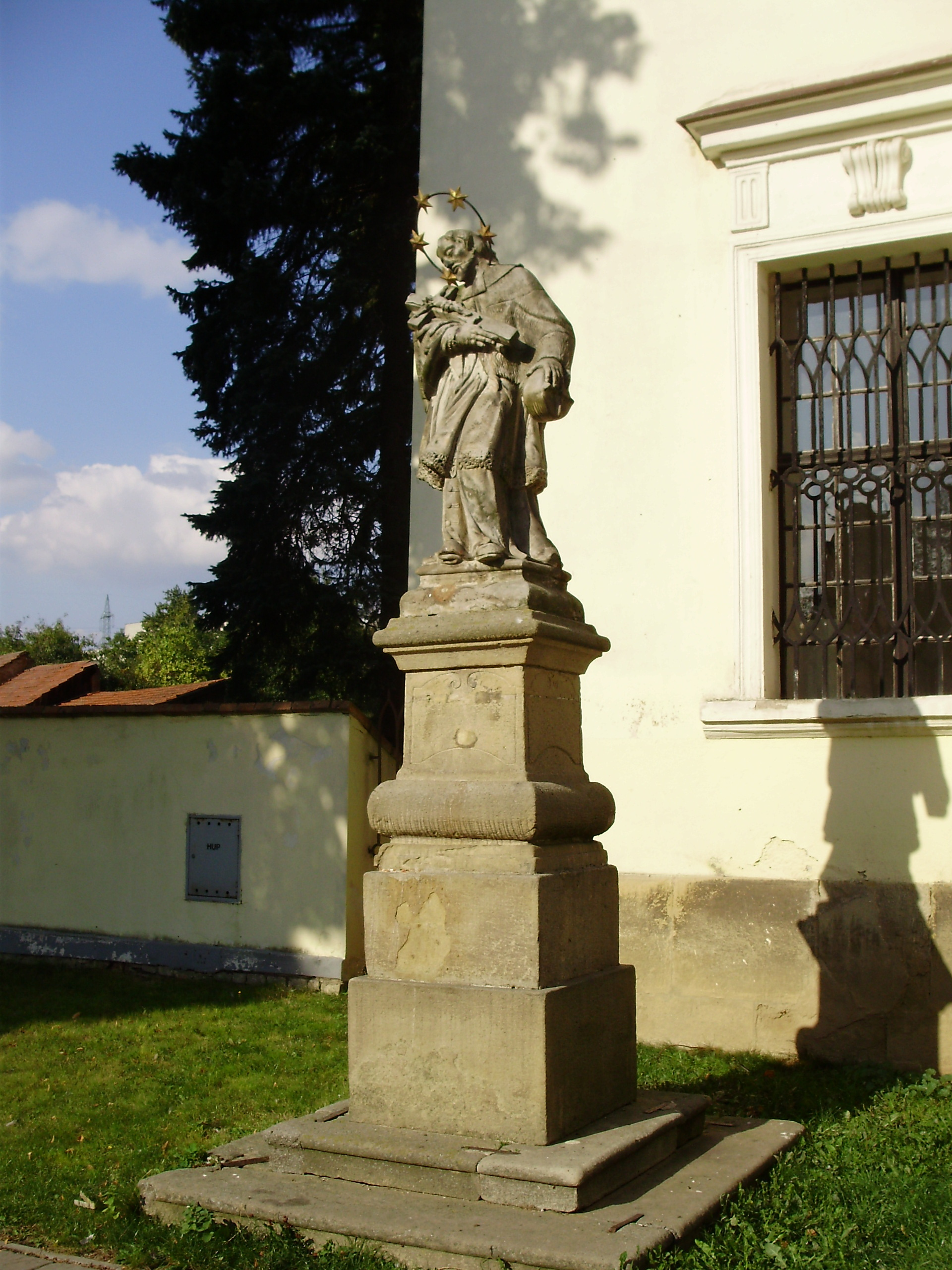
Barokní socha svatého Jana Nepomuckého (2008)

- Farní kostel Nanebevzetí Panny Marie v empirovém slohu postavený v letech 1807 až 1814.
- Bohdalický zámek je klasicistní budova z první čtvrtiny 19. století stojící na původním místě renesanční tvrze.
- Náhrobní kámen Protivce ze Zástřizl z roku 1505 opřený o vnější zeď západní strany kostela Nanebevzetí Panny Marie, který byl do Bohdalic převezen pravděpodobně z Pavlovic.[22]
- Žulový kámen s kovovým reliéfem zakladatele Sokola Miroslav Tyršem odhaleným 17. července 1932
- Kamenný kříž u kostela z roku 1845.
- Barokní socha svatého Jana Nepomuckého z první poloviny 18. století.
- Barokní boží muka z konce 18. století stojící při cestě do Kučerova.
- Smírčí kříž stojící při cestě do Kučerova.

## Region

### Rekreace a cestovní ruch
Obec Bohdalice není díky zemědělskému charakteru s velkými plochami polí příliš turisticky atraktivním místem. Krátkodobým cílem v obci jsou zejména památkově hodnotné prostory a církevní objekty. Přes obec nevede žádná trasa označená turistickou značkou, ani žádná cyklostezka. Katastrálním územím prochází modrá turistická značka míjející Bohdalice východním směrem přes obec Kozlany a Pavlovice. Severním směrem od obce je les Řežava a Malá strana. Východním směrem se rozprostírá les s názvem Zadní jezírko. K možným turistickým cílům patří přírodní památky Ve Žlebcách, Pahorek či národní přírodní rezervace Větrník, jež leží jihozápadně od obce. Vyskytují se zde rozličné chráněné druhy fauny a flóry.

### Mikroregion Větrník
Svazek obcí mikroregionu Větrník byl zaregistrován 20. listopadu 2000 a tvoří jej celkem 8 obcí: Rostěnice-Zvonovice, Bohdalice-Pavlovice, Dražovice, Kučerov, Lysovice, Hlubočany a Tučapy. Předmětem činnosti tohoto svazku obcí je vzájemná rozvojová pomoc při řešení samosprávných, kulturních, environmentálních i hospodářských problémů a získávání finančních prostředků na podporu cestovního ruchu a projektů v regionu apod. Sídlem svazku obcí byl ustanoven Obecní úřad v Rostěnicích-Zvonovicích. Nejvyšším orgánem svazku obcí je valná hromada, poté správní rada, dozorčí rada a jednatel.